# Jiaoshi
Jiaoshi (kinesiska: 焦石) är en köping i sydvästra Kina. Den ligger i stadsdistriktet Fuling i storstadsområdet Chongqing, omkring 100 kilometer öster om det centrala stadsdistriktet Yuzhong. Antalet invånare är 23 454. Befolkningen består av 11 308 kvinnor och 12 146 män. Barn under 15 år utgör 20,0 %, vuxna 15-64 år 64 %, och äldre över 65 år 15,0 %.